# Pyrenae
Pyrenae, Revista de Prehistòria i Antiguitat de la Mediterrània Occidental / Journal of Western Mediterranean Prehistory and Antiquity (EISSN 2339-9171, DOI 10.1344/Pyrenae), és editada per la Secció de Prehistòria i Arqueologia de la Universitat de Barcelona. La revista té com a objectiu promoure la difusió dels resultats de la recerca, així com la comunicació i el debat científic, dins un marc cronològic que compren des de la Prehistòria fins als inicis de l'Edat Mitja, especialment a la Mediterrània occidental. Pyrenae és una revista semestral amb un procés de revisió per pars cecs.

## Impacte i indexació
Pyrenae ha tingut un llarg recorregut des de la seva fundació al 1965. Publica articles de qualitat subjectes a una avaluació per pars. El seu impacte ha estat reconegut per Carhus Plus+ (A), ANEP (B), CIRC (B), ERIH PLUS i SCOPUS (des de 2015).
Pyrenae està indexada en les següents bases de dades: DICE. Difusión y Calidad Editorial de las Revistas Españolas de Humanidades y Ciencias Sociales y Jurídicas, CINDOC, CSIC, CCHS, ANECA; APh. L'Année Philologique. Bibliographie critique et analytique de l'Antiquité gréco-latine (Société Internationale de Bibliographie Classique/SIBC); Dialnet; Generalitat de Catalunya. Tribuna d'Arqueologia; Google Scholar Metrics (ocupa el lloc 10 de totes les revistes d'Història publicades a Espanya; h5-index: 3, h5-median: 10); InterClassica; ISOC, Ciencias Sociales y Humanidades, Centro de Ciencias Humanas y Sociales (CCHS) del CSIC (ES); Latindex; PIO. Periodicals Index Online; RACO. Revistes Catalanes amb Accés Obert, REGESTA IMPERII. Akademie der Wissenschaften und der Literatur (DE) i Ulrich's Web.